# 蒙塔佐
蒙塔佐（法語：Montazeau，法語發音：[mɔ̃tazo]）是法国多尔多涅省的一个市镇，属于贝尔热拉克区。

## 地理
蒙塔佐（44°53'34"N, 0°7'48"E）面积13.78 平方千米，位于法国新阿基坦大区多爾多涅省，该省份为法国西南部内陆省份，是法國本土面积第三大的省，大致对应佩里戈尔地区，北起顺时针与夏朗德省、上维埃纳省、科雷兹省、洛特省、洛特-加龙省、吉倫特省和滨海夏朗德省接壤。
与蒙塔佐接壤的市镇（或旧市镇、城区）包括：卡尔萨克德居尔松、蒙佩鲁、纳斯特兰格、圣梅阿尔德居尔松、韦利讷、圣维维安。

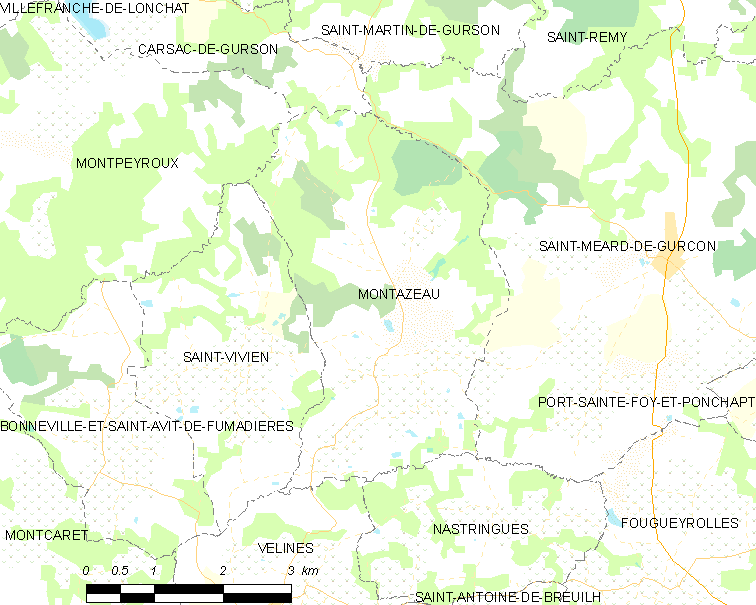
蒙塔佐的OSM定位图

蒙塔佐的时区为UTC+01:00、UTC+02:00（夏令时）。

## 行政
蒙塔佐的邮政编码为24230，INSEE市镇编码为24288。

## 政治
蒙塔佐所属的省级选区为蒙泰涅和居尔松地区县。

## 人口

1962-2008年间蒙塔佐人口变化图示

蒙塔佐于2022年1月1日时的人口数量为280人。